# Чихладзе, Рафаэль Алексеевич
Рафаэль Алексеевич Чихладзе (груз. რაფიელ ალექსის ძე ჩიხლაძე, 1877, Цхрацкаро — 27 апреля 1919) — грузинский политик, член Учредительного собрания Республики Грузия (1919—1921).

## Биография
Окончил сельскую приходскую школу (1889), затем (1891) двухклассную «нормальную» школу в том же селе. Хотел продолжить учёбу в Горийской семинарии, но семья не смогла позволить себе оплатить обучение.
В 1897 году поступил в Кутаисское сельскохозяйственное училище, откуда был исключён в 1900 году за участие в антиправительственных выступлениях.
Во время учёбы в Кутаиси начал участвовать в работе марксистских организаций, стал членом Российской социал-демократической рабочей партии. Вернувшись в родную деревню, занимался сельскохозяйственным трудом, помогал семье, пользовался авторитетом у односельчан, которые попытались избрать его главой в местные органы самоуправления, но он отклонил это предложение и покинул деревню, чтобы найти другую работу.
Некоторое время работал в Михайлово (Хашури), затем — чернорабочим в шахтах Чиатуры, где начал вести пропаганду среди работников марганцевого рудника. Из Чиатуры отправился работать на завод в Батуми, где он также стал лидером социал-демократических организаций. В 1904 году переехал из Батуми в Гурию, где вскоре стал одним из главных организаторов крестьянского движения.
С 1905 года член меньшевистской фракции.
Принимал активное участие в революционном движении 1905 года, был особенно активен во время визита султана Крым-Гирея в Гурию, во время организации встреч с делегациями крестьян и подачи запросов.
В 1907 году — делегат лондонского съезда партии русских социал-демократов от Гурии.
Использовал партийный псевдоним «Алексидзе», а также Иосиф, Джордж и Нико.
17 октября 1910 года был арестован в Тифлисе, в редакции газеты «Азери», и сослан в Ростов-на-Дону, где продолжал работать в местной социал-демократической организации.
В 1913 году умер его брат, и в 1914 году Рафаэль бежал из Ростова и нелегально переехал в Тифлис; воспитывал детей своего покойного брата — трёх сыновей.
В ноябре 1917 года был избран членом Национального совета Грузии.
Подписал Декларацию независимости Грузии от 26 мая 1918 года
12 марта 1919 года избран членом Учредительного собрания Республики Грузия по списку Социал-демократической партии Грузии. Член аграрной и конституционной комиссий.
Умер 27 апреля 1919 года в Тифлисе и был похоронен 5 мая на Кукийском кладбище рядом с депутатами Госдумы России Арчилом (Чоти) Джапаридзе и Северианом Джугели.